# Ben Sigmund
Ben Sigmund (3 de febrero de 1981 en Blenheim) es un exfutbolista neozelandés que juega de defensor.
Desarrolló la mayoría de su carrera en clubes de Nueva Zelanda. Mientras que con el Christchurch United ganó la Mainland Premier League y con el Auckland City el torneo de primera división, también supo formar parte de los planteles de los dos clubes profesionales que el país tuvo: el Football Kingz y el Wellington Phoenix. En este último jugó ocho años y recibió numerosos reconocimientos individuales. Con la selección neozelandesa ganó la Copa de las Naciones de la OFC 2008 y disputó la Copa FIFA Confederaciones 2009 y la Copa Mundial de 2010. 

## Carrera
Debutó en 1998 en el Christchurch United, con quien ganó la Mainland Football League ese mismo año. En 2003 sus buenas actuaciones lo llevaron a firmar con los Football Kingz, representantes neozelandeses en la ya descontinuada National Soccer League de Australia. Aunque solo logró disputar un encuentro, firmando en 2004 con el Canterbury United, una de las franquicias recién fundadas para participar en el Campeonato de Fútbol de Nueva Zelanda. Después de dos temporadas con los Dragons, Sigmund jugó en 2006 en el Fawkner Blues antes de ser traspasado al Auckland City, franquicia con la que se adjudicó el título local en la temporada 2006/07. Después de haber sido nombrado futbolista neozelandés del año en 2008, Siggy firmó con el Wellington Phoenix. En 2015 anunció que se retiraría a finales de la temporada 2015/16.

### Clubes
| Club                            | País          | Año         |
| ------------------------------- | ------------- | ----------- |
| Christchurch United             | Nueva Zelanda | 1998 - 2002 |
| Football Kingz                  | Nueva Zelanda | 2003 - 2004 |
| Canterbury United Football Club | Nueva Zelanda | 2004 - 2006 |
| Fawkner Blues                   | Australia     | 2006        |
| Auckland City Football Club     | Nueva Zelanda | 2006 - 2008 |
| Wellington Phoenix              | Nueva Zelanda | 2008 - 2016 |

### Selección nacional
Su primer partido internacional representando a Nueva Zelanda se produjo el 17 de agosto del año 2000, en un amistoso ante Omán. Aun así, no volvió a jugar internacionalmente hasta 2007, desde entonces fue parte de los planteles que ganaron la Copa de las Naciones de la OFC 2008, donde Siggy marcó su primer gol ante Nueva Caledonia, y disputaron la Copa FIFA Confederaciones 2009 y la Copa Mundial de 2010. También jugó la Copa de las Naciones de la OFC 2012, competición en la que los All Whites finalizaron en tercer lugar. Su segundo gol internacional lo marcó ante Tahití en un partido de eliminatorias rumbo a Brasil 2014. El 30 de septiembre de 2014 anunció su retiro de la actividad internacional, totalizando 32 partidos y 2 goles con la camiseta de Nueva Zelanda.

## Palmarés
| Título                   | Club                | País          | Año     |
| ------------------------ | ------------------- | ------------- | ------- |
| Mainland Football League | Christchurch United | Nueva Zelanda | 1998    |
| Campeonato de Fútbol     | Auckland City       | Nueva Zelanda | 2006-07 |
| Copa de las Naciones     | Selección nacional  | Nueva Zelanda | 2008    |

### Distinciones individuales
| Distinción                                                  | Año     |
| ----------------------------------------------------------- | ------- |
| Jugador neozelandés del año                                 | 2008    |
| Jugador del año de los miembros (Wellington Phoenix)        | 2008/09 |
| Jugador del año de Sony (Wellington Phoenix)                | 2010/11 |
| Jugador del año de Sony (Wellington Phoenix)                | 2011/12 |
| Jugador del año de los miembros (Wellington Phoenix)        | 2011/12 |
| Jugador del año de los jugadores (Wellington Phoenix)       | 2011/12 |
| Jugador del año de la prensa (Wellington Phoenix)           | 2011/12 |
| Espíritu de los Phoenix Lloyd Morrison (Wellington Phoenix) | 2012/13 |
| Equipo de la década ASB Premiership                         | 2014    |